# Григорівщина (Прилуцький район)
Григо́рівщина — село в Україні, Чернігівській області, Прилуцькому районі. Входить до складу Варвинської селищної громади.

## Історія
- 1859 року на хуторі володарському Григо́рівщина був 1 двір де жили 4 особи[1]
- Є на мапі 1869 року, де вказана кількість дворів -12.[2]
- 1911 року на хуторі Григо́рівщина Іванківської волості Прилуцького повіту Полтавської губернії проживала 141 особа (70 чоловічої та 71 жіночої статі)[3]

## Населення
Згідно з переписом УРСР 1989 року чисельність наявного населення села становила 106 осіб, з яких 41 чоловік та 65 жінок.
За переписом населення України 2001 року в селі мешкало 56 осіб. 100 % населення вказало своєю рідною мовою українську мову.

## Видатні уродженці
- В'юницький Петро Якович — Герой Соціалістичної Праці.